# Мейо, Элтон
Джордж Э́лтон Ме́йо (англ. George Elton Mayo, 1880—1949) — американский психолог и социолог, исследователь проблем организационного поведения и управления в производственных организациях, один из основоположников американской индустриальной социологии и доктрины «человеческих отношений». Руководил рядом исследовательских проектов и экспериментов, в том числе и Хоторнским. Основал движение «за развитие человеческих отношений» и является одним из основоположников школы человеческих отношений.

## Биография
Элтон Мейо родился 26 декабря 1880 года в Аделаиде (Южная Австралия) и был вторым ребёнком в семье уважаемых колонистов. Ожидалось, что он пойдёт по стопам своего деда и выберет профессию врача. Но он не проявил себя в университете и был послан в Великобританию. Там, в Шотландии, он продолжил изучать медицину и психопатологию. Большое влияние на формирование его взглядов оказали идеи Дюркгейма и Фрейда. Потом Мейо вернулся в Австралию, чтобы работать в Аделаиде. Уже тогда он публиковал материалы, посвящённые менеджменту, но там его взгляды на управление были непопулярны. Мейо возобновил своё обучение в университете и специализировался на изучении этики и логики. Кроме того, его называли самым блестящим студентом философа сэра Уильяма Митчелла.
Академическая карьера Элтона Мейо в Австралии была успешной. В 1911—1921 годах Мейо преподаватель логики, психологии и этики, а затем профессор философии и психологии в Квинслендском университете (Брисбейн, Австралия). Вскоре он поехал в командировку в Великобританию, но по устному соглашению остался в США, где работал над рядом проектов. Когда его университет отказался возобновить командировку, он остался в США без средств. Тогда в течение шести месяцев он получал финансовую поддержку от Джона Д. Рокфеллера, и в 1923 году поступил в Школу финансов и коммерции при Пенсильванском университете. В 1926 году Мейо получил должность адъюнкт-профессора и руководителя отделения производственных исследований Гарвардского университета. Значительный вклад в развитие социологии управления и индустриальной социологии внесли знаменитые Хоторнские эксперименты Мейо в компании «Вестерн Электрик» близ Чикаго (1927—1932). Изучая влияние различных факторов (условия и организация труда, заработная плата, межличностные отношения, стиль руководства и др.) на повышение производительности труда на промышленном предприятии, Мейо доказал особую роль человеческого и группового фактора. Обобщение эмпирических данных привело его к созданию социальной философии менеджмента. В 1947 году переехал в Великобританию, где продолжил научную деятельность.
Умер Элтон Мейо в Гилдфорде (Великобритания) 1 сентября 1949 года.

### Хоторнский эксперимент
Первоначальная ориентация Хоторнского эксперимента исходила из теорий научного управления того времени. Группа антропологов, в которую входили Дж. Хоманс, Э. Мейо, Уорнер, Фриц Ротлисбергер, Вильям Диксон и другие, исследовали влияние объективных факторов (освещение, оплата, перерывы) на производительность труда, в пригороде Чикаго, Хотторне (Hawthorne). Руководство компании Вестерн Элекрикс (тогда там был телефонный завод) было проникнуто идеями Файоля и Тейлора о возможностях научного менеджмента, поэтому учёным предоставили полный доступ и создали все условия для изучения процесса производства. На первой стадии эксперимента учёные обнаружили, что улучшение условий освещения резко увеличивает производительность труда, но и ухудшение условий освещения также привело к улучшению производительности труда! На второй стадии исследования учёные обнаружили, что с течением времени производительность возвращалась на прежний уровень, причём начинали играть роль уже не факторы физической среды, но социальной, то есть ориентация на групповые нормы (например, не делать больше, чем может сделать сосед по конвейеру и т. п.). В итоге первоначальный рост производительности труда объяснили также социальными факторами: интересом к процессу работы и работникам со стороны руководства.
Открытый в ходе Хоторнских исследований Хоторнский эффект заключался в том, что социально-психологические факторы оказывают на производительность труда более сильное влияние, чем физические, при условии, что сама организация работ уже достаточно эффективна.
Хотторнские исследования стали отправной точкой методологической революции в исследовании труда на производстве, метода квазиэкспериментов в целом, послужили началом «школы человеческих отношений» в менеджменте.